# Kaplica Ścięcia św. Jana Chrzciciela w Łagowie
Kaplica Ścięcia św. Jana Chrzciciela w Łagowie – rzymskokatolicki kościół filialny należący do parafii św. Jana Chrzciciela w Łagowie.

## Architektura
Jest to drewniana świątynia wybudowana w 1929 roku. Jej prezbiterium jest mniejsze od nawy i zamknięte jest trójbocznie. Budowla nakryta jest dachem dwukalenicowym z wieżyczką na sygnaturkę. Jest ona zwieńczona iglicowym czworobocznym dachem hełmowym.